# Harry Eriksson (diplomat)
Johan Fridolf Harry Eriksson, född 20 oktober 1892 i Stockholm, död där 14 mars 1957, var en svensk diplomat.

## Biografi
Eriksson var kanslist vid generalkonsulatet i London 1918, tillförordnad andre vicekonsul där 1921, i Dublin 1926, konsul där 1930 (tillförordnad 1926), handelsråd i Washington, D.C. 1937, envoyé i Pretoria 1945–1948, i Iran och Irak 1948–1951 och i Pakistan 1949–1951, i Peru och Bolivia 1951.
Eriksson gifte sig 1924 med Signe Burman (1901–1957). Han är far till direktören Jan C Eriksson (född 1928). Makarna Eriksson är begravda på Norra begravningsplatsen utanför Stockholm.

## Utmärkelser
- Kommendör av Nordstjärneorden (KNO) [4]
- Storkorset av Iranska Homa-Youneorden (StklranHYO) [4]
- Storkorset av Ungerska republikens Förtjänstorden (StkUngRFO) [4]
- Kommendör av 1. klass av Finlands Vita Ros’ orden (KFinlVRO1kl) [4]